# مقاطعة ميدلاند (ميشيغان)
مقاطعة ميدلاند هي مقاطعة في ميشيغان، بلغ عدد سكانها 83٬629  نسمة، في 2010، عاصمتها ميدلاند، تبلغ مساحتها 1٬367 كيلومتر مربع.

## الموقع
تشترك في الحدود مع:
- مقاطعة غلادوين (ميشيغان)
- مقاطعة غراتيوت (ميشيغان).

## التقسيمات الإدارية
- ميدلاند.